# Lactona sesquiterpénica
Las lactonas sesquiterpénicas o sesquiterpenos lactónicos,  son compuesto químicos de naturaleza terpenoide caracterizados principalmente por estructuras de 15 carbonos y enlazados comúnmente en posiciones en C6-C7 o C7-C8 a gamma-butirolactonas. Dichas estructuras lactónicas pueden presentar configuración Cis o Trans y estar sustituidas en posición alfa por grupos alquilo, Metileno exocíclos, entre otros. Están presentes en algunos taxones de plantas, donde destacan las Asteraceae (donde son diversas y taxonómicamente útiles, Seaman 1982) aunque en ocasiones pueden estar presentes como compuestos minoritarios en algunas familias tales como Apiaceae, Magnoliaceae y Lauraceae.
Algunas lactonas sesquiterpénicas representativas son: Partenina   (Aislada de Parthenium hysterophorus, Iva nevadensis y Ambrosia psilostachya), lactupicrina (Aislada de Cichorium intybus), vernolepina y las mexicaninas.